# Korčula
Den här artikeln handlar om ön Korčula. För staden med samma namn, se Korčula (stad).
Korčula (italienska: Curzola, tyska: Kurzel, grekiska: Korkyra Melaina, latin: Corcyra Nigra) är en ö i Adriatiska havet i Kroatien. Ön har en yta på 279 km², den är 46,8 km lång och 7,8 km bred. Den har en befolkning på 17 038 (2001) och är därmed den mest befolkade ön i Adriatiska havet.

## Kommunikationer
För att komma till ön med bil måste man åka med färja. Det finns tre färjealternativ:
- Åker man från Split är det lämpligast att man åker med Jadrolinijas direkttur till Vela Luka (linjen fortsätter till Lastovo). Resan tar dock nästan fyra timmar, och körs sällan, bara 2-3 gånger/dag.
- Det andra alternativet är att åka mindre färja och köra mer. Då måste man först ta sig från Split till Ploče (drygt 100 km), i södra Kroatien. Vägen är en tungt trafikerad landsväg och medelhastigheten är runt 60 km/h (däremot byggs det en motorväg längs sträckan som ska vara klar 2008). När man kommer till Ploče åker man först till Trpanj, på halvön Pelješac. Resan tar 50 minuter och linjen körs av Jadrolinija. Väl där åker man över hela Pelješac på en landsväg, tills man kommer till Orebić i den södra delen av halvön. Därefter tar man färjan till Dominiče. Den färjeturen tar bara 15 minuter och körs ofta (ca 15 gånger/dag). Operatör är, kanske inte helt oväntat, Jadrolinija. Här måste man alltså åka med färja två gånger. Enda alternativet är att köra till en stad strax norr om Dubrovnik och där köra landvägen in i Pelješac. Men då måste man korsa gränsen till Bosnien-Hercegovina två gånger (in och ut), och det är komplicerat och krångligt med passkontroll, och det bildas ofta långa köer. Den här är dock den bästa vägen om man kommer från till exempel Dubrovnik.
- Ett tredje alternativ är att åka med en färja från Split till staden Korčula. Det tar tre timmar. Orsaken till att Jadrolinija kör linjen, är att den kommer från Ancona, Italien.

## Orter
- Korčula
- Vela Luka
- Blato
- Dominče